# Dávid Verrasztó
Dávid Verrasztó (Boedapest, 22 augustus 1988) is een Hongaarse zwemmer. Hij is de zoon van oud-zwemmer Zoltán Verrasztó en de broer van zwemster Evelyn Verrasztó, vader Zoltán is tevens zijn coach.

## Carrière
Bij zijn internationale debuut, op de Europese kampioenschappen kortebaanzwemmen 2005 in Triëst, werd Verrasztó uitgeschakeld in de series.
Tijdens de Europese kampioenschappen zwemmen 2006 in Boedapest eindigde de Hongaar als achtste op de 400 meter wisselslag, op de 400 meter vrije slag strandde hij in de series. Op de Europese kampioenschappen kortebaanzwemmen 2006 in Helsinki eindigde Verrasztó als vierde op de 400 meter wisselslag en als zesde op de 1500 meter vrije slag, op de 200 meter vrije slag werd hij uitgeschakeld in de series.
In Melbourne nam de Hongaar deel aan de wereldkampioenschappen zwemmen 2007, op dit toernooi strandde hij in de series van de 400 en de 1500 meter vrije en de 400 meter wisselslag. Tijdens de Europese kampioenschappen kortebaanzwemmen 2007 in Debrecen eindigde Verrasztó als negende op de 1500 meter vrije slag, op de 400 meter vrije slag werd hij uitgeschakeld in de series. 
Op de Europese kampioenschappen zwemmen 2008 in Eindhoven strandde de Hongaar op al zijn afstanden in de series. In Rijeka nam Verrasztó deel aan de Europese kampioenschappen kortebaanzwemmen 2008. Op dit toernooi eindigde hij als vierde op de 400 meter wisselslag en als zevende op de 1500 meter vrije slag, daarnaast werd hij uitgeschakeld in de series van de 200 meter wisselslag.
Tijdens de Europese kampioenschappen kortebaanzwemmen 2009 in Istanboel legde de Hongaar beslag op de zilveren medaille op de 400 meter wisselslag, daarnaast eindigde hij als tiende op de 200 meter wisselslag en als zeventiende op de 1500 meter vrije slag. Op de 200 meter vrije slag strandde hij in de series.
Op de Europese kampioenschappen zwemmen 2010 in Boedapest sleepte Verrasztó de zilveren medaille in de wacht op de 400 meter wisselslag en eindigde hij als zesde op de 200 meter wisselslag. In Eindhoven nam de Hongaar deel aan de Europese kampioenschappen kortebaanzwemmen 2010. Op dit toernooi veroverde hij de Europese titel op de 400 meter wisselslag, daarnaast eindigde hij als zevende op zowel de 200 meter vlinderslag als de 200 meter wisselslag. Op de 200 meter vrije slag en de 200 meter schoolslag werd hij uitgeschakeld in de series. Tijdens de wereldkampioenschappen kortebaanzwemmen 2010 in Dubai eindigde Verrasztó als vierde op de 400 meter wisselslag, op de andere afstanden waarop hij van start ging strandde hij in de series.
Op de wereldkampioenschappen zwemmen 2011 in Shanghai eindigde de Hongaar als zesde op de 400 meter wisselslag, op de 200 meter wisselslag werd hij uitgeschakeld in de series. In Szczecin nam Verrasztó deel aan de Europese kampioenschappen kortebaanzwemmen 2011. Op dit toernooi legde hij, op de 400 meter wisselslag, beslag op de zilveren medaille, op de andere afstanden waarop hij van start ging strandde hij in de series.

## Internationale toernooien
| Jaar | Olympische Spelen                       | WK langebaan                                                 | WK kortebaan                                                                     | EK langebaan                                                                   | EK kortebaan                                                                                           |
| ---- | --------------------------------------- | ------------------------------------------------------------ | -------------------------------------------------------------------------------- | ------------------------------------------------------------------------------ | --- |
| 2005 |                                         | geen deelname                                                |                                                                                  |                                                                                | 9e 400m wisselslag                                                                                     |
| 2006 |                                         |                                                              | geen deelname                                                                    | 27e 400m vrije slag 8e 400m wisselslag                                         | 48e 200m vrije slag 6e 1500m vrije slag 4e 400m wisselslag                                             |
| 2007 |                                         | 24e 400m vrije slag 19e 1500m vrije slag 25e 400m wisselslag |                                                                                  |                                                                                | 15e 400m vrije slag 9e 1500m vrije slag                                                                |
| 2008 | geen deelname                           |                                                              | geen deelname                                                                    | 20e 400m vrije slag 9e 1500m vrije slag 17e 200m wisselslag 9e 400m wisselslag | 7e 1500m vrije slag 17e 200m wisselslag 4e 400m wisselslag                                             |
| 2009 |                                         | geen deelname                                                |                                                                                  |                                                                                | 57e 200m vrije slag · 17e 1500m vrije slag · 10e 200m wisselslag · 400m wisselslag                     |
| 2010 |                                         |                                                              | 54e 100m vlinderslag 19e 200m vlinderslag 16e 200m wisselslag 4e 400m wisselslag | serie 200m rugslag · 6e 200m wisselslag · 400m wisselslag                      | 30e 200m vrije slag · 11e 200m schoolslag · 7e 200m vlinderslag · 7e 200m wisselslag · 400m wisselslag |
| 2011 |                                         | 15e 200m wisselslag 6e 400m wisselslag                       |                                                                                  |                                                                                | 31e 200m vrije slag · serie 200m rugslag · 11e 200m vlinderslag · 400m wisselslag                      |
| 2012 | 35e 200m wisselslag 22e 400m wisselslag |                                                              |                                                                                  |                                                                                | |

## Persoonlijke records
Bijgewerkt tot en met 27 juli 2011

### Kortebaan
| Afstand          | Tijd     | Datum            | Plaats    |
| ---------------- | -------- | ---------------- | --------- |
| 1500m vrije slag | 14.44,56 | 9 december 2006  | Helsinki  |
| 200m wisselslag  | 1.54,90  | 10 december 2009 | Istanboel |
| 400m wisselslag  | 4.00,10  | 11 december 2009 | Istanboel |

### Langebaan
| Afstand          | Tijd     | Datum            | Plaats    |
| ---------------- | -------- | ---------------- | --------- |
| 1500m vrije slag | 15.14,68 | 31 maart 2007    | Melbourne |
| 200m wisselslag  | 1.58,69  | 27 juli 2011     | Shanghai  |
| 400m wisselslag  | 4.12,96  | 15 augustus 2010 | Boedapest |